# Gsteigwiler
Gsteigwiler (toponimo tedesco) è un comune svizzero di 405 abitanti del Canton Berna, nella regione dell'Oberland (circondario di Interlaken-Oberhasli).

## Monumenti e luoghi d'interesse

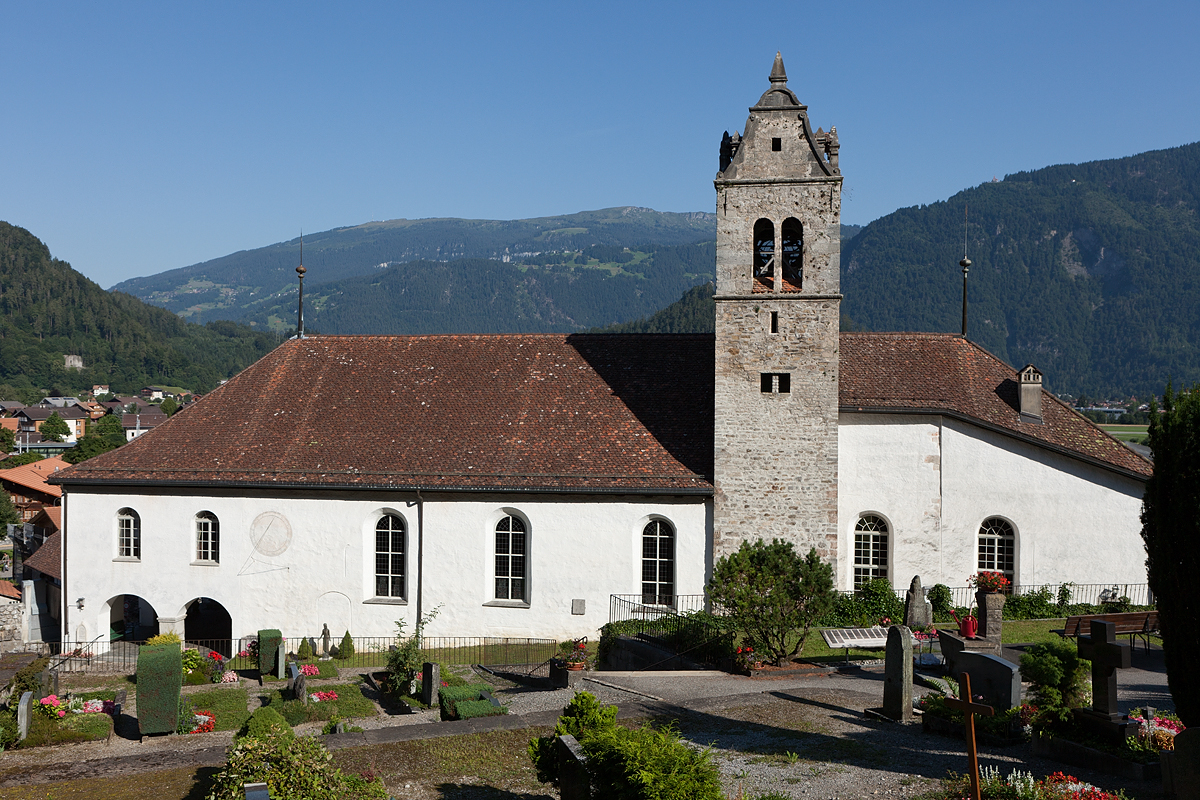
La chiesa riformata di Gsteig bei Interlaken

- Chiesa riformata di Gsteig bei Interlaken (già di San Michele), eretta nel XII secolo[1][2].

## Società

### Evoluzione demografica
L'evoluzione demografica è riportata nella seguente tabella:
Abitanti censiti

## Infrastrutture e trasporti

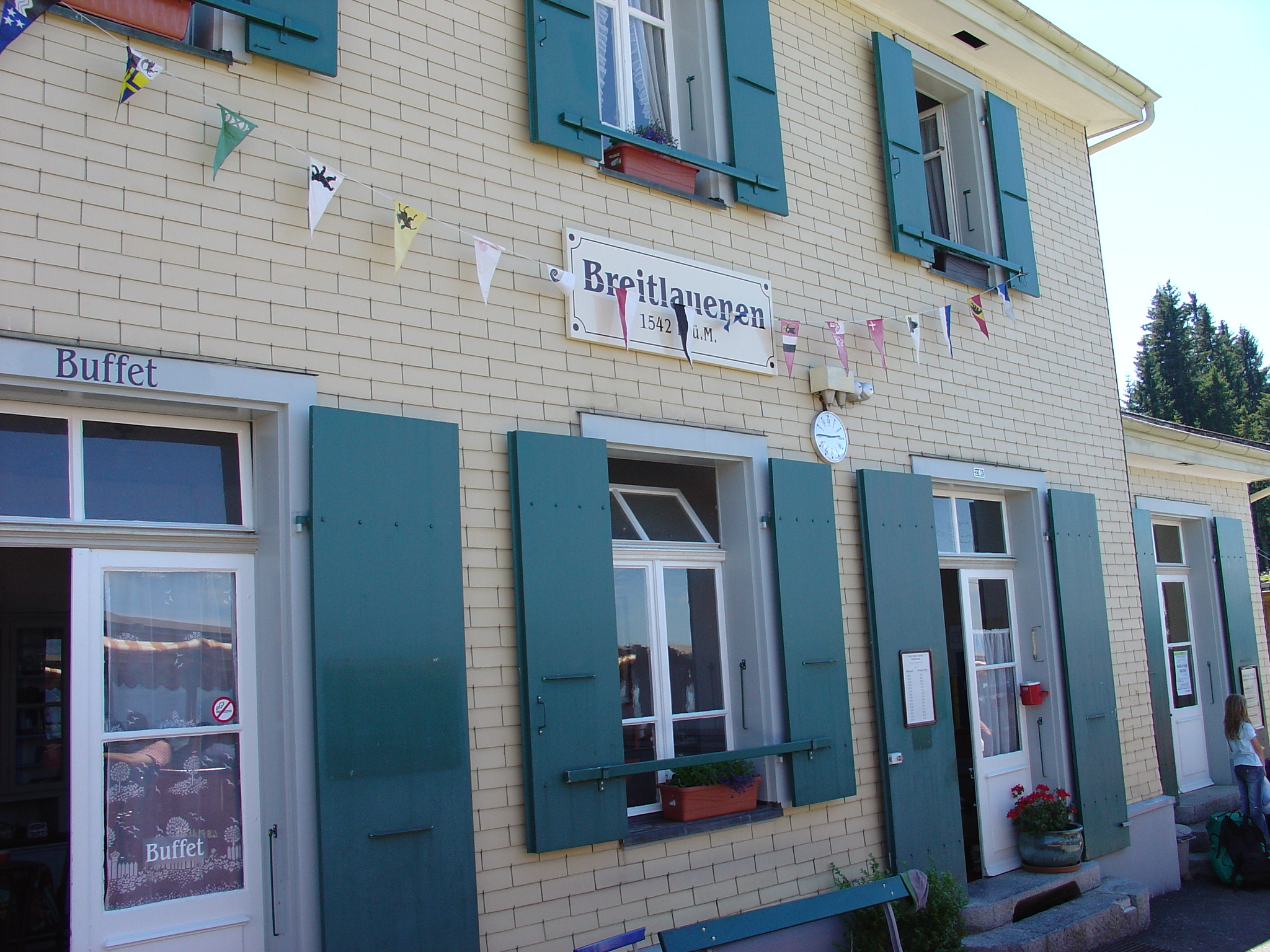
La stazione di Breitlauenen

Gsteigwiler è servito dalla stazione di Breitlauenen sulla ferrovia della Schynige Platte.

## Amministrazione
Ogni famiglia originaria del luogo fa parte del cosiddetto comune patriziale e ha la responsabilità della manutenzione di ogni bene comune ricadente all'interno dei confini del comune.